# 一之森大湖です/戻っておくれ
「一之森大湖です/戻っておくれ」（いちのもりだいごです/もどっておくれ）は、日本のシンガーソングライター・DAIGOが、一之森大湖名義で発売した1作目（通算12作目）のシングル。

## 概要
- 前作「真夏の残響/今夜、ノスタルジアで」から5年9か月ぶり、一之森大湖名義で発売した初のシングル作品にして両A面シングル。
- 表題1曲目はテレビ東京系列『じっくり聞いタロウ〜スター近況（秘）報告〜』のエンディングテーマに起用された。
- ジャケットの異なる一之森大湖です盤と戻っておくれ盤の2形態で発売され、両盤で表題1曲目が入れ替わり各々のカラオケバージョンが収録された。

## 収録曲
| #                 | タイトル                      | 作詞       | 作曲       | 編曲     |
| ----------------- | ----------------------------- | ---------- | ---------- | -------- |
| 1.                | 「一之森大湖です」            | 一之森大湖 | 一之森大湖 | 飯田匡彦 |
| 2.                | 「戻っておくれ」              | 一之森大湖 | 宅見将典   | 宅見将典 |
| 一之森大湖です盤. | 「一之森大湖です (カラオケ)」 |            | 一之森大湖 | 飯田匡彦 |
| 戻っておくれ盤.   | 「戻っておくれ (カラオケ)」   |            | 宅見将典   | 宅見将典 |

### 解説
1. 一之森大湖です
同年1月17日に国立代々木競技場・第一体育館にて開催された『OTOKOMAEフェス』で初披露された楽曲。タイトル通り自己紹介ソングとなっている[1]。
2. 戻っておくれ
3. 一之森大湖です (カラオケ)
表題1曲目のカラオケバージョン。
4. 戻っておくれ (カラオケ)
表題2曲目のカラオケバージョン。

## タイアップ
- テレビ東京制作・テレビ東京系列バラエティ番組『じっくり聞いタロウ〜スター近況（秘）報告〜』2024年4月度エンディングテーマ (#1)